# Cerco de Calais
O Cerco de Calais (no norte de França) começou em 1346 e durou até ao início do que mais tarde se chamaria a Guerra dos Cem Anos. Eduardo III de Inglaterra, que reclamava também o reino de França, derrotou a armada francesa na Batalha de Sluys em 1340, e entrou na Normandia, terminando finalmente na Batalha de Crécy em 1346. Nesse ponto o exército inglês não podia continuar sem renovação de alimentos e sem reforços, e a ajuda da Flandres, pelo que se retirou para norte. Os navios ingleses tinham abandonado já as costas da Normandia de regresso à Inglaterra, e assim o rei Eduardo tinha que tomar um posto defensável onde o seu exército pudesse reagrupar-se e reabastecer-se.
Calais era perfeitamente apropriada para os propósitos do monarca inglês. Era altamente defensável, com duplo fosso e muralhas que tinham sido erguidas cem anos antes. A cidadela no lado noroeste da cidade tinha o seu próprio fosso e fortificações adicionais. Além disso a cidade encontrava-se sobre o Canal da Mancha, o que implicava que, uma vez tomada, podia ser facilmente reabastecida e defendida por mar. Atractiva como era para Eduardo de Inglaterra, por sua posição, era porém muito difícil de tomar.
A cidade foi cercada no Verão de 1346, mas só se renderia em 1 de Agosto de 1347.